# Luis Enríquez (1563-1650)
Luis Enríquez (o Luis Henríquez) fue oidor español de las reales audiencias de Santa Fe, Lima y de Granada (Madrigal de las Altas Torres 1563 - Madrid 1650).

## Biografía
Hijo de Pedro López de Villalobos e Isabel Enríquez. Le fue otorgado el grado de bachiller en la Universidad de Salamanca en 1583 y licenciado como abogado en 1589 ejerciendo su profesión en Salamanca Y Zamora.

## Trayectoria como oidor y juez
Fue nombrado oidor para la Real Audiencia de Santa Fe en 1597 primeramente por consulta y luego por título. Posteriormente ingresó a la Real Audiencia de Lima como fiscal del crimen en 1616 y 1630 y posteriormente en la Real Chancillería de Granada se desempeñó como alcalde supernumerario de crimen y luego oidor entre 1633 y 1649.

## Fundación de poblaciones
Estando como oidor de Santa Fe en el Nuevo Reino de Granada, reorganizó varias poblaciones de origen muisca en los actuales departamentos Colombianos de Cundinamarca y Boyacá, algunas fundándolas directamente y otras por orden suya a través de escribanos entre 1600 y 1602 según las disposiciones establecidas por la Corona, justicia para con los indígenas, recabar investigaciones de actividades de anteriores oidores y encargando la construcción de iglesias doctrineras, no sin estar en controversias con el arzobispo de Santa Fe, Bartolomé Lobo Guerrero en medio de su conflicto con el presidente de la Real Audiencia Francisco de Sande:
- Guasca (21 de junio de 1600)
- Zipaquirá (18 de julio de 1600)[6]
- Cocunubá y Tausa (2 de agosto de 1600)
- Simijaca (14 de agosto de 1600)
- Chipaque (2 de octubre de 1600)
- Sesquilé (12 de octubre de 1600)
- Cáqueza y Ubaque (23 de octubre de 1600)
- Soacha (31 de diciembre de 1600)[7]
- Busbanzá (5 de enero de 1602)
- Socotá (19 de enero de 1602)
- Campohermoso (30 de noviembre de 1602)

## Homenajes
El municipio de Soacha otorgó el nombre del oidor en homenaje para la Institución Educativa Luis Henríquez situado en la ciudadela Hogares Soacha de la Comuna 2.